# Konrad Kleiner
Konrad Kleiner ist ein mittelständisches Fachgroßhandelsunternehmen mit Sitz in Mindelheim (Landkreis Unterallgäu). Es handelt mit Produkten aus den Bereichen Stahl, Haustechnik, Baubeschlag, Baubedarf und Werkzeuge. Weitere Standorte sind in Kempten (Allgäu), Kaufbeuren und Ulm.
Das Unternehmen wurde 1853 gegründet. 1999 erhielt das Unternehmen für besondere Verdienste in der Berufsausbildung den Rudolf-Egerer-Preis. Konrad Kleiner beschäftigt heute rund 500 Mitarbeiter (Stand 2008) und erzielt einen Jahresumsatz von rund 160 Millionen Euro (Stand 2012).
Der Geschäftsbereich Logistik verfügt über einen Fuhrpark von rund 50 Lkw, ein zentrales Hochregallager mit 15.000 Palettenstellplätzen und ein 10.000 m² großes Freilager. Dort werden ständig rund 60.000 Artikel von 2000 verschiedenen Lieferanten vorrätig gehalten.
Konrad Kleiner gehört der Baustoffhandels-Kooperation Eurobaustoff an.